# Giacomo Malvezzi
Giacomo Malvezzi (o Jacopo, latino Jacobus de Malvetiis o anche Malvetius; 1380 circa – 1454) è stato un storiografo italiano, tra i più antichi di Brescia.
Ricordato nei documento come artium et medicine doctor studiò probabilmente a Bologna. Secondo alcuni nel 1412 avrebbe trovato rifugio sul lago di Garda per sfuggire alle peste in Brescia. Nel 1427-1428 fu consigliere del comune di Brescia. Nel 1430 vendette al Carmagnola, capitano Francesco Bussone, il proprio palazzo nella contrada di Sant'Agata; nel 1437 la sua abitazione era situata nella contrada delle Pescherie. Dalla documentazione è noto che ebbe almeno cinque figli: Baldassarre, Bernardino, Giovanni Battista, Domenico e Michelangelo.
La sua opera più nota sono le Chronicon Brixianum ab origine urbis ad annum usque 1332, pubblicata da Ludovico Antonio Muratori (Rer. Ital. Script., XIV, Mediolani 1729, coll. 774-100) grazie ad un manoscritto datato al 1461 del nobile bergamasco Giovanni Giacomo Tassi, ritenuto il più vicino all'archetipo. Il lavoro aveva l'obiettivo di coniugare la celebrazione delle antiche famiglie dell'aristocrazia cittadina, con fasti storici della città di Brescia. L'opera di Malvezzi è attestata in un buon numero di copie o volgarizzamenti, ma anche continuazioni sino al XV secolo, assumendo in alcuni casi anche titoli differenti (Storie bresciane, De rebus Brixianorum chronicon, Chronica Brixiae).